# 1984-es Formula–1 portugál nagydíj
Az portugál nagydíj volt az 1984-es Formula–1 világbajnokság tizenhatodik futama.

## Futam
| Helyezés | #  | Versenyző          | Csapat/Motor      | Körök | Idő/Kiesés oka      | Rajthely | Pontszám |
| -------- | -- | ------------------ | ----------------- | ----- | ------------------- | -------- | -------- |
| 1        | 7  | Alain Prost        | McLaren-TAG       | 70    | 1:41:11,753         | 2        | 9        |
| 2        | 8  | Niki Lauda         | McLaren-TAG       | 70    | + 13,425            | 11       | 6        |
| 3        | 19 | Ayrton Senna       | Toleman-Hart      | 70    | + 20,042            | 3        | 4        |
| 4        | 27 | Michele Alboreto   | Ferrari           | 70    | + 20,317            | 8        | 3        |
| 5        | 11 | Elio de Angelis    | Lotus-Renault     | 70    | + 1:32,169          | 5        | 2        |
| 6        | 1  | Nelson Piquet      | Brabham-BMW       | 69    | + 1 kör             | 1        | 1        |
| 7        | 15 | Patrick Tambay     | Renault           | 69    | + 1 kör             | 7        |          |
| 8        | 22 | Riccardo Patrese   | Alfa Romeo        | 69    | + 1 kör             | 12       |          |
| 9        | 28 | René Arnoux        | Ferrari           | 69    | + 1 kör             | 17       |          |
| 10       | 2  | Manfred Winkelhock | Brabham-BMW       | 69    | + 1 kör             | 19       |          |
| 11       | 20 | Stefan Johansson   | Toleman-Hart      | 69    | + 1 kör             | 10       |          |
| 12       | 26 | Andrea de Cesaris  | Ligier-Renault    | 69    | + 1 kör             | 20       |          |
| 13       | 14 | Gerhard Berger     | ATS-BMW           | 68    | + 2 kör             | 23       |          |
| 14       | 5  | Jacques Laffite    | Williams-Honda    | 67    | + 3 kör             | 15       |          |
| 15       | 21 | Mauro Baldi        | Spirit-Hart       | 66    | + 4 kör             | 25       |          |
| 16       | 30 | Jo Gartner         | Osella-Alfa Romeo | 65    | Kifogyott üzemanyag | 24       |          |
| 17       | 23 | Eddie Cheever      | Alfa Romeo        | 64    | + 6 kör             | 14       |          |
| Kiesett  | 24 | Piercarlo Ghinzani | Osella-Alfa Romeo | 60    | Motorhiba           | 22       |          |
| Kiesett  | 12 | Nigel Mansell      | Lotus-Renault     | 52    | Kicsúszás           | 6        |          |
| Kiesett  | 16 | Derek Warwick      | Renault           | 51    | Váltó               | 9        |          |
| Kiesett  | 33 | Philippe Streiff   | Renault           | 48    | Erőátvitel          | 13       |          |
| Kiesett  | 6  | Keke Rosberg       | Williams-Honda    | 39    | Motorhiba           | 4        |          |
| Kiesett  | 25 | François Hesnault  | Ligier-Renault    | 31    | Elektronika         | 21       |          |
| Kiesett  | 18 | Thierry Boutsen    | Arrows-BMW        | 24    | Erőátvitel          | 18       |          |
| Kiesett  | 10 | Jonathan Palmer    | RAM-Hart          | 19    | Váltó               | 26       |          |
| Kiesett  | 17 | Marc Surer         | Arrows-BMW        | 8     | Elektronika         | 16       |          |
| Kiesett  | 9  | Philippe Alliot    | RAM-Hart          | 2     | Motorhiba           | 27       |          |

## A világbajnokság végeredménye
| H   | Versenyzők       | Pont | H   | Konstruktőrök  | Pont  |
| --- | ---------------- | ---- | --- | -------------- | ----- |
| 1.  | Niki Lauda       | 72   | 1.  | McLaren-TAG    | 143,5 |
| 2.  | Alain Prost      | 71,5 | 2.  | Ferrari        | 57,5  |
| 3.  | Elio de Angelis  | 34   | 3.  | Lotus-Renault  | 47    |
| 4.  | Michele Alboreto | 30,5 | 4.  | Brabham-BMW    | 38    |
| 5.  | Nelson Piquet    | 29   | 5.  | Renault        | 34    |
| 6.  | René Arnoux      | 27   | 6.  | Williams-Honda | 25,5  |
| 7.  | Derek Warwick    | 23   | 7.  | Toleman-Hart   | 16    |
| 8.  | Keke Rosberg     | 20,5 | 8.  | Alfa Romeo     | 11    |
| 9.  | Ayrton Senna     | 13   | 9.  | Arrows-BMW     | 3     |
| 10. | Nigel Mansell    | 13   | 10. | Ligier-Renault | 3     |

(A teljes lista)

## Statisztikák
Vezető helyen:
- Nelson Piquet: 15 (1-15)
- Patrick Tambay: 27 (16-42)
- Niki Lauda: 9 (43-51)
- Alain Prost: 18 (52-70)

Alain Prost 16. győzelme, Nelson Piquet 16. pole-pozíciója, Niki Lauda 23. leggyorsabb köre.
- McLaren 42. győzelme.